# Grand Prix Formule 1 van Duitsland 1991

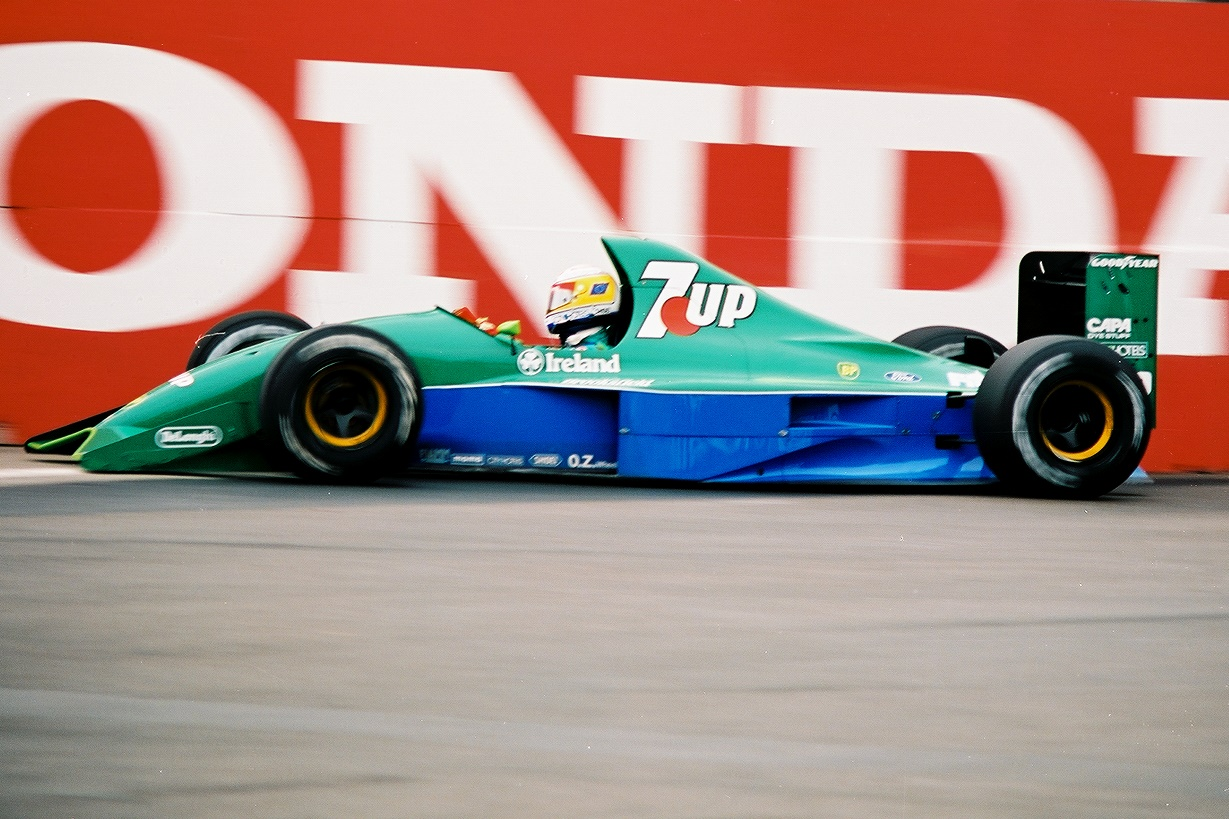
Op gepaste afstand van de ongenaakbare Williams F1-, Ferrari- en McLaren-coureurs hengelen die van Jordan af en toe ook een paar puntjes binnen, zoals Bertrand Gachot (hier in actie tijdens de GP van USA 1991), die in Duitsland als zesde eindigde, achter teamgenoot Andrea de Cesaris.

De Grand Prix Formule 1 van Duitsland 1991 werd gehouden op 28 juli 1991 op de Hockenheimring.

## Uitslag
| Positie | Nummer | Rijder             | Team                          | Ronden | Tijd/Opgave     | Startplaats | Punten |
| ------- | ------ | ------------------ | ----------------------------- | ------ | --------------- | ----------- | ------ |
| 1       | 5      | Nigel Mansell      | Williams-Renault              | 45     | 1:19:29.661     | 1           | 10     |
| 2       | 6      | Riccardo Patrese   | Williams-Renault              | 45     | + 13.779        | 4           | 6      |
| 3       | 28     | Jean Alesi         | Ferrari                       | 45     | + 17.618        | 6           | 4      |
| 4       | 2      | Gerhard Berger     | McLaren-Honda                 | 45     | + 32.651        | 3           | 3      |
| 5       | 33     | Andrea de Cesaris  | Jordan-Ford                   | 45     | + 1:17.537      | 7           | 2      |
| 6       | 32     | Bertrand Gachot    | Jordan-Ford                   | 45     | + 1:40.605      | 11          | 1      |
| 7       | 1      | Ayrton Senna       | McLaren-Honda                 | 44     | Zonder benzine  | 2           |        |
| 8       | 19     | Roberto Moreno     | Benetton-Ford                 | 44     | + 1 Ronde       | 9           |        |
| 9       | 25     | Thierry Boutsen    | Ligier-Lamborghini            | 44     | + 1 Ronde       | 17          |        |
| 10      | 21     | Emanuele Pirro     | Dallara-Judd                  | 44     | + 1 Ronde       | 18          |        |
| 11      | 7      | Martin Brundle     | Brabham-Yamaha                | 43     | + 2 Rondes      | 15          |        |
| 12      | 8      | Mark Blundell      | Brabham-Yamaha                | 43     | + 2 Rondes      | 21          |        |
| 13      | 4      | Stefano Modena     | Tyrrell-Honda                 | 41     | + 4 Rondes      | 14          |        |
| DNF     | 27     | Alain Prost        | Ferrari                       | 37     | Spin            | 5           |        |
| DNF     | 16     | Ivan Capelli       | Leyton House-Ilmor            | 36     | Motor           | 12          |        |
| DNF     | 22     | Jyrki Järvilehto   | Dallara-Judd                  | 35     | Motor           | 20          |        |
| DNF     | 20     | Nelson Piquet      | Benetton-Ford                 | 27     | Motor           | 8           |        |
| DNF     | 3      | Satoru Nakajima    | Tyrrell-Honda                 | 26     | Versnellingsbak | 13          |        |
| DNF     | 26     | Érik Comas         | Ligier-Lamborghini            | 22     | Motor           | 26          |        |
| DNF     | 15     | Mauricio Gugelmin  | Leyton House-Ilmor            | 21     | Versnellingsbak | 16          |        |
| DNF     | 11     | Mika Häkkinen      | Lotus-Judd                    | 19     | Motor           | 23          |        |
| DNF     | 30     | Aguri Suzuki       | Lola-Ford                     | 15     | Motor           | 22          |        |
| DNF     | 24     | Gianni Morbidelli  | Minardi-Ferrari               | 14     | Differentieel   | 19          |        |
| DNF     | 23     | Pierluigi Martini  | Minardi-Ferrari               | 11     | Differentieel   | 10          |        |
| DNF     | 29     | Eric Bernard       | Lola-Ford                     | 9      | Transmissie     | 25          |        |
| DNF     | 34     | Nicola Larini      | Modena Lamborgini-Lamborghini | 0      | Spin            | 24          |        |
| DNQ     | 9      | Michele Alboreto   | Arrows-Ford                   |        |                 |             |        |
| DNQ     | 12     | Michael Bartels    | Lotus-Judd                    |        |                 |             |        |
| DNQ     | 17     | Gabriele Tarquini  | AGS-Ford                      |        |                 |             |        |
| DNQ     | 35     | Eric van de Poele  | Modena Lamborgini-Lamborghini |        |                 |             |        |
| DNPQ    | 14     | Olivier Grouillard | Fondmetal-Ford                |        |                 |             |        |
| DNPQ    | 10     | Alex Caffi         | Arrows-Ford                   |        |                 |             |        |
| DNPQ    | 18     | Fabrizio Barbazza  | AGS-Ford                      |        |                 |             |        |
| DNPQ    | 31     | Pedro Chaves       | Coloni-Ford                   |        |                 |             |        |

## Wetenswaardigheden
- De pre-kwalificatie werd aangepast. Jordan, Dallara en Modena Lamborghini mochten omwille van de goede resultaten onmiddellijk in de kwalificatie starten. In de pre-kwalificatie moesten voortaan AGS, Arrows en Brabham starten.
- Satoru Nakajima kondigde aan, dat hij aan het eind van het seizoen zou stoppen.
- Michael Bartels viel in voor Johnny Herbert aan het eind van het seizoen.
- Alex Caffi kwam terug bij Footwork.
- Ayrton Senna viel uit zonder benzine, met nog één ronde te gaan.

## Statistieken
| Pole-position | Nigel Mansell    | Williams-Renault | 1:37.087 |
| Snelste ronde | Riccardo Patrese | Williams-Renault | 1:43.569 |

## Noot
- Dit was het debuut van de Duitse coureur Michael Bartels.

1931 · 1932 · 1934 · 1935 · 1936 · 1937 · 1938 · 1939 · 1951 · 1952 · 1953 · 1954 · 1956 · 1957 · 1958 · 1959 · 1961 · 1962 · 1963 · 1964 · 1965 · 1966 · 1967 · 1968 · 1969 · 1970 · 1971 · 1972 · 1973 · 1974 · 1975 · 1976 · 1977 · 1978 · 1979 · 1980 · 1981 · 1982 · 1983 · 1984 · 1985 · 1986 · 1987 · 1988 · 1989 · 1990 · 1991 · 1992 · 1993 · 1994 · 1995 · 1996 · 1997 · 1998 · 1999 · 2000 · 2001 · 2002 · 2003 · 2004 · 2005 · 2006 · 2008 · 2009 · 2010 · 2011 · 2012 · 2013 · 2014 · 2016 · 2018 · 2019